# Salam Pax
Salam Pax (alias Salam Al-Janabi ; Salam est un nom arabe signifiant paix, Pax signifie « paix » en latin) est le pseudonyme d'un blogueur irakien, né en 1974, qui a connu une certaine renommée après l'invasion de l'Irak en 2003. Son véritable nom est inconnu par mesure de sécurité.
Dans son blog, Salam parle de la guerre, de ses amis, de la disparition de personnes sous le gouvernement de Saddam Hussein et de son travail comme traducteur pour le journaliste du New York Times Peter Maass.
En mai 2003, le journal The Guardian a réussi à identifier Salam, un architecte de 29 ans qui vit effectivement à Bagdad. Salam Pax a travaillé comme journaliste pour The Guardian.
En février 2005, une série de reportages filmés par Salam Pax, produits par Guardian Films et retransmis par la BBC dans son programme Newsnight ont obtenu le Prix pour l'innovation de la Royal Television Society (Royal Television Society Award for Innovation).
Dans un reportage diffusé par Newsnight en octobre 2005, Salam interroge Adnan al-Janabi, membre du parlement irakien, un sunnite modéré qui a été vice-président du comité constitutionnel ; il a révélé que al-Janabi est son père. Salam a aussi mentionné que sa mère est chiite, mais a décrit sa famille comme d'orientation politique séculaire.